# Nibok

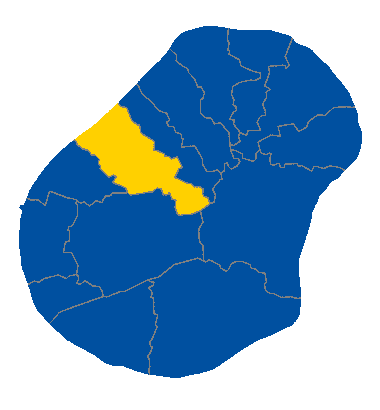
Localização de Nibok

Nibok é um  distrito de Nauru. Está localizado no oeste da ilha e cobre uma área de 1,6 km² e em 2003 tinha uma população de cerca de 460 habitantes.
Em Nibok estava sediada a empresa Nauru Phosphate Corporation, onde eram explorados fosfatos, principal artigo de exportação da ilha até seu atual esgotamento. 